# Regest
Regest (også regesta) (af latin regerere, fortegne) betyder register og bruges især om kronologisk ordnede fortegnelser over aktstykker, med angivelse af datum, det sted, hvor de er opbevarede eller aftrykte, og en kort ekstrakt af indholdet.
Det første regestværk udgaves af Peter Georgisch (1740—44), siden er der kommet en mængde af disse for det historiske studium af især Middelalderen uundværlige værker, især i Tyskland. Til de vigtigste hører Kejser- og Paveregesterne, de sidste (Regesta pontificum romanorum, indtil 1304) udgivne af Phillip Jaffé og August Potthast, de første, der nu omfatter det meste af Middelalderen, af en lang række lærde.
Mens disse regestværker omfatter de dokumenter, der er udstedte af vedkommende regenter, tager andre sigte på de aktstykker, der vedrører et lands, bys, klosters eller lignendes historie.
De danske regesta (Regesta diplomatica historiæ danicæ), hvoraf første række udkom 1847—70, anden række, 1889—1907), er en fortegnelse over trykte breve vedrørende Danmarks eller danskes historie indtil 1660.
Regesta Norvegica, hvoraf første hæfte (991—1263) udkom 1898, og som stadig er under udgivelse (Regesta Norvegica, 6, omhandlende perioden 1351-1369, udkom 1993), bringer fortegnelse over trykte og utrykte breve, selv om disse kun kendes fra registranter, for Norges historie indtil 1570.